# Xallarap
Xallarap은 광원의 궤도운동으로 인한 중력렌즈 관측의 변화이다. 더 전통적이고 비슷한 효과인 시차는 지구가 태양의 주위를 도는 운동으로 인한 변화이다. 두 가지 효과로부터 서로의 반대가 되는데 이것을 Xallarap라는 이름으로 이끌어 내는데 이것은 Parallax를 거꾸로 쓴 것이다. 마이크로렌즈의 관찰은 1998년에 Bennett이 출판하여 처음 사용된 것으로 추정되지만 이것보다 앞서 비공식적 사용이 있음 직하다.
중력렌즈효과는 멀리있는 물체와 중간에 질량이 큰 물체가 지구에서 봤을 때 직선으로 있을 때 생긴다. 중간에 있는 물체의 중력장이 먼 물체로부터의 빛을 휘면 확대되어 보인다. 두물체는 다른 은하에 있는 별이고 이것을 중력마이크로렌즈 효과라 부른다. 중심 맞추기는 정확해야 하는데, 사실 일찍이 논문에서 Albert Einstein이 “이 현상을 관측하는 것의 큰 기회는 없다.”고 결론을 내린 것과 딱 들어맞는다. 현대 관측에서는 광학 중력 렌즈효과 실험은 밤마다 백만개의 별에서 관측될 정도이고 마이크로렌즈효과는 1년에 몇 회 된다.
일렬 정렬이 정확해야 함으로부터 만약 사건이 최근 몇 주 넘어서 있었다면, 과학자들은 태양을 도는 지구의 움직임으로 일렬 정렬이 되었을 기회가 있었을 것이고 관측할 기회가 있었을 것이다. 천문학의 관습적이게 지구의 운동으로 시야가 바뀌는 것을 시차라고 부르고, 연구자들은 이 효과를 위해 이 기간을 이용한다. 그러나 광원이 되는 별이 쌍성의 일부라면, 이것 역시 궤도운동을 갖고, 그리고 이것은 단지 지구의 운동으로써 일렬 정렬을 수정할 수 있다. 양쪽의 효과가 궤도운동의 효과로써 기인하는 것으로부터 그들은 매우 밀접한 연관을 가졌다. 그리고 시차와 비슷한 효과로부터, 단지 거꾸로 읽어서 xallarap이다. 이 이름은 고정되었고, 이제는 일반적으로 천문학 논문에 쓰인다.

## 참조
1. ↑  
Evans, N.W. (2003). “The First Heroic Decade of Microlensing”. arXiv:astro-ph/0304252.
2. ↑  
Bennett, D.P. (1998). “Magellanic Cloud Gravitational Microlensing Results: What Do They Mean?”. 《Physics Reports》 307: 97. arXiv:astro-ph/9808121. doi:10.1016/S0370-1573(98)00077-5.
3. ↑  
Einstein, A. (1936). “Lens-like Action of a Star by the Deviation of Light in the Gravitational Field”. 《Science》 84: 506–507. doi:10.1126/science.84.2188.506. PMID 17769014.